# Channel agence de presse
Channel Agence de Presse (CAPresse) est une agence de presse mondiale et généraliste chargée de collecter, vérifier, recouper et diffuser l'information. Elle est connue pour être la première coopérative de pigistes en France.

## Fonctionnement
CAPresse est créée par des journalistes indépendants du Nord-pas-de-Calais qui, en 2010, s'associent pour devenir leur propre employeur. 
Ce principe de fédérer la profession au sein d'une structure dédiée s'est rapidement développé (notamment pour les pigistes n'arrivant pas à se faire payer en salaires par leurs employeurs) et, aujourd'hui, l'agence emploie environ 200 journalistes indépendants à travers l'Hexagone et dans les pays frontaliers, avec des correspondants dans différents pays du monde. 
Le principe de mutualisation est à la base du fonctionnement, pour accompagner et mettre en réseau des journalistes généralistes ou spécialisés.

## Clients[6]
L'agence CAPresse fournit en contenu tant des médias locaux (La Gazette Nord-Pas-de-Calais) que nationaux (We Demain) et étrangers (La Cité). Parmi ses clients, CAPresse compte tant des publications papier (20 Minutes, Acteurs de l'économie, L'Obs) que des télévisions (I-Télé, 6ter, Grand Lille TV, Russia Today) ou des sites d’information (Metro, Rue89), voire des agences de presse partenaires (Associated Press, Ruptly).

## Sociétariat
CAPresse a la particularité de fonctionner en coopérative, son conseil d'administration étant constitué de ses pigistes. La gérance est assurée par Morgan Railane, secondé par un directeur éditorial et un administrateur général.

## Filiales
L'agence participe au capital de plusieurs sociétés pour former un environnement destiné à l'information. Parmi elles : une société de production (CAProd), une agence de communication (CAP-Com), une coopérative de formation (Illya) et une maison d'édition (Les Lumières de Lille). CAPresse a également participé à la reprise de fréquences TV et au rachat de magazines.

### Channel Agence de Production (CAProd)
CAProd est la filiale de production audiovisuelle de l'agence CAPresse. Cette société produit des émissions et documentaires diffusés sur des chaînes telles que Histoire, Opal TV, Museum Channel, TV8 Mont-Blanc. Elle propose également un service d’accompagnement salarial, mais à destination des intermittents du spectacle et produit des programmes tels que l'émission littéraire Éclat de lire.

## Terra eco
En 2016, CAPresse fait une offre de reprise du magazine Terra Eco, placé en liquidation judiciaire mais le tribunal de commerce de Nantes décerne les actifs à l'ancienne équipe du journal malgré une offre supérieure.

### Sources
1. ↑  Alexander Paull, « Rencontre avec Morgan Railane de la coopérative de presse CAPresse », Culture RP,‎ 31 mars 2015 (lire en ligne, consulté le 2 mai 2016)
2. ↑  « Samedi, c’est l’AG de CAPresse, 1ère coopérative de journalistes pigistes de France », sur Profession:Pigiste, 28 octobre 2015
3. ↑  « Pigistes, nous avons créé notre propre employeur », sur Club de la Presse du Val de Loire, 22 avril 2015.
4. ↑  « Pigiste coopérateur », sur Club de la Presse Anjou, 19 avril 2013.
5. ↑  « Apéro Pigiste : rencontre avec Channel Agence Presse | Club de la Presse Grenoble » (consulté le 2 mai 2016).
6. ↑  « Channel Agence de Presse », sur CAPresse, 2 mai 2016
7. ↑  « CAPresse, une agence créée par, et pour, les pigistes - Club de la Presse », sur Club de la Presse (consulté le 5 mai 2016)
8. ↑  « CHANNEL AGENCE DE PRESSE à HERMELINGHEN (522088020) - Infogreffe », sur www.infogreffe.fr (consulté le 3 mai 2016)
9. ↑  « Venez rencontrer Channel Agence de presse au Club | Club de la presse de Lyon et sa région - Le portail des journalistes et communicants », sur Club de la presse de Lyon et sa région (consulté le 3 mai 2016)
10. ↑  « L’Agence | CAPresse », sur www.capresse.fr (consulté le 3 mai 2016)
11. ↑  « PROFESSION : PIGISTE |   Apéro-pigiste à Lorient : rencontre avec CAPresse », sur pigiste.org (consulté le 5 mai 2016)
12. ↑  « Reprise d’Opal’TV : l’imbroglio cathodique brouille la fréquence | Eco121 », sur www.eco121.fr (consulté le 5 mai 2016)
13. ↑  « Qui sommes-nous ? - L'Enfant et la vie, le magazine des parents et éducateurs », sur www.lenfantetlavie.fr (consulté le 5 mai 2016)
14. ↑  « Nantes. CAPresse candidate à la reprise du magazine Terra-Eco », sur www.ouest-france.fr (consulté le 2 juillet 2016)
15. ↑  « Terra Eco pourrait renaître en 2017 », sur www.lemonde.fr (consulté le 2 juillet 2016)